# Маоизам
Мао Цедунгова мисао (упрош: 毛泽东思想; трад: 毛澤東思想; пин: Máo Zédōng Sīxiǎng), или само маоизам, политичка је теорија која води поријекло од учења кинеског политичког лидера Мао Цедунга. Његови сљедбеници, познати као маоисти, практикују антиревизионистички облик марксизма-лењинизма. Развијао се од педесетих година 20. вијека до реформи Денг Сјаопинга седамдесетих године истог вијека, широко је прихваћена као водећа политичка и војна идеологија Комунистичке партије Кине, као и једна од водећих теорија револуционарних покрета широм свијета. Суштинска разлика између маоизма и других облика марксизма је у томе што је Мао тврдио да сељаци треба да буду суштинска револуционарна класа у Кини, јер су, за разлику од индустријских „другова”, били више одговорни за успостављање успјешне револуције и социјалистичког друштва у Кини.